# 틱택토

틱택토(tic-tac-toe)는 두 명이 번갈아가며 O와 X를 3×3 격자의 칸에 차례로 표시해 가로, 세로, 혹은 대각선 상에 놓이도록 하는 종이와 연필 게임이다. m,n,k-게임으로, (3,3,3)-게임이다.
아래 예시는 먼저 놓은 X가 이기는 경우이다.

## 같이 보기
- OXO
- 4목
- m,n,k-게임